# Benito Juárez, Isla
Benito Juárez är en ort i Mexiko.   Den ligger i kommunen Isla och delstaten Veracruz, i den sydöstra delen av landet, 400 km öster om huvudstaden Mexico City. Benito Juárez ligger 21 meter över havet och antalet invånare är 202.
Terrängen runt Benito Juárez är platt. Runt Benito Juárez är det ganska tätbefolkat, med 52 invånare per kvadratkilometer. Närmaste större samhälle är Tesechoacan, 9,2 km nordväst om Benito Juárez. Trakten runt Benito Juárez består till största delen av jordbruksmark.